# Sanfins do Douro
Sanfins do Douro é uma vila portuguesa sede da freguesia homónima do município de Alijó. Com 17,09 km² de área e 1256 habitantes (censo de 2021), tendo, assim, uma densidade populacional de 73,5 hab./km².
A povoação de Sanfins do Douro foi elevada à categoria de vila em 1991.

## Localização
A vila de Sanfins do Douro (também sede de Paróquia) localiza-se na Região do Alto Douro, no dorso duma colina, aproximadamente a 2 km da margem do rio Pinhão, 7 km da sede de concelho e cerca de 40 km da sede de distrito. Tem um posto de Correios, Centro de Saúde, Pré-Escola, Escola Primária, Associação Cultural Recreativa e Social (com lar de idosos, centro de dia e infantário), duas Corporações de Bombeiros, Escuteiros, Rancho Folclórico e Etnográfico, Fanfarra, Zés Pereiras e Grupo de Gaiteiros, a Casa-Museu Maurício Penha, o Museu Casa dos Lagares, o Grupo de Jovens (detentores do jornal "A Palavra") e uma discoteca.
Além da vila, esta freguesia, uma das maiores do concelho, inclui as povoações de Agrelos, Cheires e Cova de Lobos, e confina com Alijó, Favaios, Vila Chã e Vilar de Maçada.

## Demografia
A população registada nos censos foi:
| Distribuição da População por Grupos Etários | Distribuição da População por Grupos Etários | Distribuição da População por Grupos Etários | Distribuição da População por Grupos Etários | Distribuição da População por Grupos Etários |
| -------------------------------------------- | -------------------------------------------- | -------------------------------------------- | -------------------------------------------- | -------------------------------------------- |
| Ano                                          | 0-14 Anos                                    | 15-24 Anos                                   | 25-64 Anos                                   | > 65 Anos                                    |
| 2001                                         | 249                                          | 221                                          | 865                                          | 428                                          |
| 2011                                         | 164                                          | 169                                          | 720                                          | 442                                          |
| 2021                                         | 112                                          | 102                                          | 606                                          | 436                                          |

## Topónimo
Há duas origens possíveis para este topónimo:
- Uma relaciona-se com São Félix, um culto cristão muito antigo;
- A outra está associada com a sua situação geográfica por se encontrar nos limites do Douro e Trás-os-Montes – "São Os Fins Do Douro".

Sanfins do Douro é uma das povoações mais carismáticas do Douro vinhateiro cuja fundação remonta à pré-história, como nos demonstram os vestígios. Por lá passaram Romanos e Muçulmanos havendo moedas romanas na posse da Paróquia e pedras lavradas no Museu/Fundação Casa Maurício Penha. D. Fernão Sanches, filho bastardo D'El Rei D.Dinis e mãe desconhecida, casado com Dona Froile Anes de Briteiros, foi Senhor (Dom ou Dominus) de Sanfins do Dour, nunca tomando posse destas terras por ter sido condenado à morte pelo próprio irmão.
Durante alguns séculos, a administração da povoação foi entregue à abadia criada pela Arquidiocese de Braga(fonte: Pe. António Martinho) cujo abade era mitrado, portanto, tratava-se de um mosteiro, administrando Sanfins do Douro, Agrelos e Soutlinho (actualmente pertencente à Freguesia de Favaios), Cova de Lobos não existia à época. Esta abadia durou muitos séculos até que em 1727 foi criada a Paróquia de Santa Maria Maior. A criação da Paróquia deu-se no dia 15 de Agosto de 1727, a quando da bênção e Sagração do Altar-Mor da Igreja dedicada a Santa Maria Maior por D. Rodrigo de Moura Teles (26 de janeiro de 1644 - Braga, 4 de Setembro de 1728). Não se sabe ao certo se o recém descoberto foral manuelino na Biblioteca do Palácio de Mateus (Mateus (Vila Real)) se refere a Sanfins do Douro, provavelmente não pois as abadias não recebiam forais a não ser que o deixassem de ser.
A jurisdição da abadia abrangia um grande território desde Mirandela até Panóias, do Pinhão até à zona de Valpaços.
O primeiro Orago foi o de Sta. Margarida, mais tarde construiu-se uma capela no alto do monte dedicada a Sta. Bárbara (1640?) e posteriormente, nos fins do século XVIII, a N.ª S.ªda Piedade cuja romaria ainda se celebra nos nossos dias. Todos os anos, por altura do 2º Domingo de Agosto, realiza-se a romaria em honra de Nossa Senhora da Piedade.
No Arquivo distrital de Vila Real estão conservados 93 livros desde 1544 até 1895 (vide http://www.advrl.org.pt/documentacao/cadastro4.htm) assim como na Igreja.
Não se sabe se fundador da maior cidade brasileira São Paulo, pelo jesuíta Pe. Manuel da Nóbrega, nasceu ou não nesta localidade. Nos assentos paroquiais não há registo de um Nóbrega até ao século XVII. No entanto, historiadores reconhecem que provavelmente nasceu em Sanfins do Douro, tendo sido erigida uma estátua inaugurada com pompa e circunstância pelo Presidente da República na comemoração dos quinhentos anos do seu nascimento.
Outrora, Sanfins do Douro, vivia principalmente do cultivo de cereais, do gado, da olivicultura e da produção de vinho tendo ainda explorado minas de volfrâmio. Actualmente produz-se apenas vinho do Porto, Moscatel e de Mesa (actividade principal) e azeite.

## Património
- Casa onde provavelmente nasceu o Padre Manuel da Nóbrega;
- Casa-Museu Maurício Penha;
- Igreja Paroquial de Santa Maria Maior;
- Capela e Santuário de Nossa Senhora da Piedade;
- Cruzeiros;
- Casas antigas;
- Estradas Romanas;
- Ponte Romana de Rio de Moinhos;
- Moinhos de água junto aos principais ribeiros;
- Vestígios do Castro de Sanfins do Douro;
- Vestígios do Castro de Cheires.

## Personalidades ilustres
- Manuel da Nóbrega - presbítero (provavelmente nascido em Sanfins do Douro, Portugal, 1517 - Rio de Janeiro, 18 de Outubro de 1570), fundador da cidade brasileira de São Paulo.

## Especialidades gastronómicas
- Vinho de Cheires

## Povoações
- Sanfins do Douro
- Cheires
- Agrelos